# 567 Eleutheria
567 Eleutheria
567 Eleutheria là một tiểu hành tinh ở vành đai chính. Nó được Paul Götz phát hiện ngày 28.5.1905 ở Heidelberg, và được đặt theo tên Eleutheria, tiếng Hy Lạp nghĩa là Tự do, đồng thời cũng chỉ lễ hội liên hoan của người Hy Lạp để vinh danh Zeus Eleutherius, « người bênh vực sự tự do »